# Nicola Conforto
Nicola Conforto (o Conforti; Napoli, 25 settembre 1718 – Madrid, 17 marzo 1793) è stato un compositore italiano.
Studiò musica nella città natale al conservatorio di Santa Maria di Loreto, dove ebbe come insegnanti Giovanni Fischietti e Francesco Mancini. Dopo aver ricevuto la propria formazione, debuttò durante il carnevale del 1746 a Napoli come operista con La finta vedova. Negli anni successivi mise in scena altri suoi lavori sia a Napoli che a Roma; la fama ottenuta grazie a questi successi fece sì che nel 1750 ricevette la commissione di rappresentare al Teatro San Carlo la sua prima opera seria, Antigono. Nel 1749 sposò la cantante Zefferina Anselmi, dalla quale avrà due figli. Nel 1751 scrisse la cantata Gli orti esperidi in onore dell'imperatrice Maria Teresa d'Austria. Per festeggiare l'onomastico del re di Spagna Ferdinando VI mise in scena il 30 maggio 1752 il dramma Siroe  e il 23 settembre 1754 per le celebrazioni del compleanno del re di Napoli Carlo III diede L'eroe cinese. Questi due lavori ottennero numerosi consensi a Madrid, tant'è che in questa città nel 1756 fu nominato compositore d'opera di corte. Successivamente ricevette il titolo di maestro di cappella, ma nonostante questo la sua importanza come compositore iniziò a declinare e negli ultimi anni si dedicò sempre meno all'attività compositiva scrivendo solo occasionalmente musica per le festività.

## Lavori

### Opere
- La finta vedova (commedia, libretto di Pietro Trinchera, 1746, Napoli)
- La finta tartara (farsa, libretto di Antonio Valle, 1747, Roma)
- L'amore costante (tragicommedia, libretto di Carlo di Palma, 1747, Napoli)
- Antigono (dramma, libretto di Pietro Metastasio, 1750, Napoli)
- Le cinesi (componimento drammatico, libretto di Pietro Metastasio, 1750, Milano; rappresentato anche come La festa cinese a Madrid nel 1751)
- Gl'inganni per amore (commedia, 1752, Napoli)
- Siroe (dramma, libretto di Pietro Metastasio, 1752, Madrid)
- La cantarina (intermezzo, libretto di Domenico Macchia, 1753, Madrid)
- La commediante (commedia, libretto di Antonio Palomba, 1754, Napoli)
- Ezio (dramma, libretto di Pietro Metastasio, 1754, Reggio Emilia)
- L'eroe cinese (dramma, libretto di Pietro Metastasio, 1754, Madrid)
- Adriano in Siria (dramma, libretto di Pietro Metastasio, 1754, Teatro San Carlo di Napoli con Gaetano Majorano)
- La finta contessina (opera buffa, 1754, Napoli)
- Las modas (serenata, libretto dell'Abate Pico della Mirandola, 1754, Aranjuez)
- Livia Claudia vestale (dramma, libretto di Anastasio Guidi, 1755, Roma)
- La ninfa smarrita (dramma, libretto di Giuseppe Bonecchi, 1756, Aranjuez)
- Nitteti (dramma, libretto di Pietro Metastasio, 1756, Madrid)
- La forza del genio o sia Il pastor guerriero (commedia, libretto di Giuseppe Bonecchi, 1758, Aranjuez)
- L'Endimione (serenata, libretto di Pietro Metastasio, 1763, Madrid)
- Alcide al bivio (dramma, libretto di Pietro Metastasio, 1765, Madrid)
- La pace fra le tre dee
- Il sogno di Scipione (serenata)

### Musica sacra
- 9 Lamentazioni per la Settimana Santa per soprano e orchestra (1766)
- Misere per 3 cori, viola, flauto, oboe e fagotto (1768)
- Mottetto per soprano e strumenti

### Altra musica vocale
- Gli orti esperidi (cantata per 4 voci, testo di Pietro Metastasio, 1751, Napoli)
- Il nido degli amori (cantata per soprano e strumenti)
- La Pesca (duetto, testo di Giuseppe Bonecchi, 1756, Madrid)
- La danza: Nice e Tirsi (duetto, testo di Pietro Metastasio, 1756)
- Cara mi lasci oh Dio (duetto)
- Altri 66 duetti e cantate

### Musica strumentale
- Sinfonia in re maggiore per archi e basso continuo
- Sinfonia in sol maggiore per archi
- Toccata per clavicembalo